# ديفيد جاكسون(مندوب)
كان ديفيد جاكسون (بالإنجليزية: David Jackson) (من مواليد عام 1747 - والمُتوفى في 17 سبتمبر 1801) طبيبًا أمريكيًا من فيلادلفيا بولاية بنسلفانيا شغل منصب مندوب بنسلفانيا في مؤتمر فيلادلفيا في عام 1785.

## حياته
وُلد جاكسون في نيوتاون-ليمافادي، بمقاطعة لندنديري، بجزيرة أيرلندا،وهو ابن صامويل جاكسون. التحق جاكسون بكلية فيلادلفيا سيتي (تُعرف الآن بجامعة بنسلفانيا) وتخرج في عام 1768 مع درجة البكالوريوس في الطب، ثم استقر في تشيستر بولاية بنسلفانيا ومارس الب هناك قبل افتتاح عيادته الخاصة في فيلادلفيا.
عمل جاكسون مندوبًا للكونغرس القاري في عام 1776 في أعقاب اندلاع حرب الاستقلال الأمريكية، كمدير لليانصيب الذي أقيم لجمع الأموال للجيش القاري. كما عمل كمدير صرف لميليشيا بنسلفانيا. أجبر على مغادرة فيلادلفيا عندما احتلت القوات البريطانية المدينة في عام 1777. وفي عام 1779 خدم لفترة وجيزة في الميدان مع الجيش كجراح، ثم عاد بعد ذلك عاد إلى فيلادلفيا لاستئناف ممارسته الطبية وفتح متجرًا للأدوية.
بعد الحرب ، تم تعيين جاكسون كمندوب في مؤتمر فيلادلفيا في عام 1785، وحضر الدورة من أبريل إلى نوفمبر من ذلك العام. وترك الخدمة العامة كما تخلى عن ممارسته الطبية وركز على أعماله الصيدلية. كما عمل كرئيس لجامعة ولاية بنسلفانيا في الفترة من 1789 إلى 1801، حيث استمر من إلى اندماج جامعة بنسيلفانيا.

## حياته الشخصية
تزوج جاكسون مرتين لأول مرة لجين ماثر جاكسون، أرملة أخيه بول. بعد وفاتها تزوج سوزان كيمب ابنة يعقوب كمبر. كان لديفيد وسوزان تسعة أولاد: ديفيد ، سوزان، صموئيل وماري ويعقوب مورتون وصوفيا ووليام براون وجون ومارثا. تولى ديفيد الابن صيدلية والده بينما أصبح صموئيل طبيبًا لمدة ثلاثين عامًا وكان أستاذًا للطب في جامعة بنسلفانيا.

## وفاته
تُوفي جاكسون في عام 1801، في منزله في أكسفورد بولاية بنسلفانيا ودُفن في مقبرة أكسفورد في مقاطعة تشيستر بولاية بنسلفانيا. كانت زوجته سوزان وجميع الأطفال التسعة على قيد الحياة عند وفاته. كان عضواً في الجمعية الفلسفية الأمريكية والنادي الديمقراطي في فيلادلفيا.

## روابط خارجية
- ديفيد جاكسون(مندوب) على موقع فايند أغريف